# بریکسمور
بریکسمور (انگلیسی: Brixmor) شرکت املاک و مستغلات آمریکایی است، که در سال ۲۰۰۳ تأسیس شد.